# Rudolf Bruchli († 1493)
Rudolf Bruchli (geboren vor 1430, wahrscheinlich in Winterthur; gestorben 1493) war Schultheiss von Winterthur.

## Biografie
Rudolf Bruchli wurde von 1430 geboren und ist wahrscheinlich der Sohn von Rudolf Bruchli, der von 1423 bis 1428 ebenfalls viermal Amtsschultheiss von Winterthur war. Ab 1440 war gehörte Bruchli dem Kleinrat an. Fünf Jahre später wurde er erstmals zum Amtsschultheissen der Stadt gewählt, dieses Amt bekleidete er 1445/46, 1447/1448 und danach drei Jahre ohne Unterbrechung von 1449 bis 1452. Dabei erbte er 1449 1'000 Gulden von seiner Grossmutter, die er gemäss einem Abkommen mit dem Rat während zehn Jahren nicht zu versteuern brauchte, ausser er sollte aus Winterthur wegziehen. Diese Sonderregelung trug ihm einiges an Kritik ein, sodass er 1453 das Bürgerrecht aufgab und aus der Stadt vorzog. Erst auf Vermittlung von Eberhart von Nellenburg und Hans von Klingenberg kehrte er danach wieder in die Stadt zurück und war von 1454 und 1457 wieder drei Jahre ohne Unterbrechung Schultheiss der Stadt.
1457 wird er auch als Unterlandvogt im Thurgau erwähnt. Bruchli stand dem Haus Habsburg nahe und gehörte dort zum engeren Vertrautenkreis, in Winterthur hatte eine solche Stellung zuletzt der 1405 in der Schlacht am Stoss gefallene Laurenz von Sal inne. 1460 ritt er zweimal nach Innsbruck um Geld für die Stadt Winterthur zu holen. Ab 1461 erhält er von Habsburg eine jährliche Rente für seine Verdienste. 1465 wird er auf Lebenszeit zum Dienstmann von Herzog Sigismund ernannt.
1466/67, 1468/1469 und nochmals drei Jahre von 1470 bis 1473 war der zuletzt im Umfeld des Rothauses an der Marktgasse wohnende Bruchli letztmals Schultheiss, insgesamt bekleidete er das Amt dreizehnmal. Bereits 1471 zog der mit Anna Ellinger von Konstanz verheiratete Bruchli bereits nach Konstanz, um dort das Erbe seines Schwiegervaters anzutreten. Er blieb aber dabei Winterthur verbunden. 1475 stiftete er 400 Gulden für ein Predigtamt in der Stadtkirche Winterthur, in dessen Sakristei auch sein Wappen verewigt ist. 1481 bestätigte Herzog Siegmund auf Zutun von Bruchli die Ablösung von habsburgischen Pfandschaften für Winterthur. Er ist auch Stifter der Wandmalereien in der Kirche Veltheim, die das jährliche Ziel der städtischen Wallfahrt darstellte.
Er vermachte nach seinem unter anderem den Kehracker an der Spital von Winterthur und verpflichtete seine Erben 540 Gulden an die Stadt zwecks Schuldentilgung abzugeben. Ebenfalls vermachte seine Witwe am 2. März 1495 ein Hof in Wiler an das Kloster Beerenberg.